# Molí dels Frares (Santa Cristina d'Aro)
Molí dels Frares és una obra de Santa Cristina d'Aro (Baix Empordà) inclosa a l'Inventari del Patrimoni Arquitectònic de Catalunya.

## Descripció
Construcció de planta baixa i pis coberta a dues vessants, amb el carener perpendicular a la façana principal. Els seus murs són de pedra, amb carreus irregulars disposats sense ordre i carreus grossos i ben tallats als angles. Les obertures són totes de pedra, les finestres amb llindes i la porta d'entrada adovellada i d'arc de mig punt.
A l'interior encara conserva a la planta baixa les dependències del que fou l'antic molí, a la planta superior hi ha l'habitatge i, al soterrani, les galeries per on es canalitzava l'aigua provinent d'una gran cisterna situada a la part posterior del molí.